# Ländtestrasse 1–13

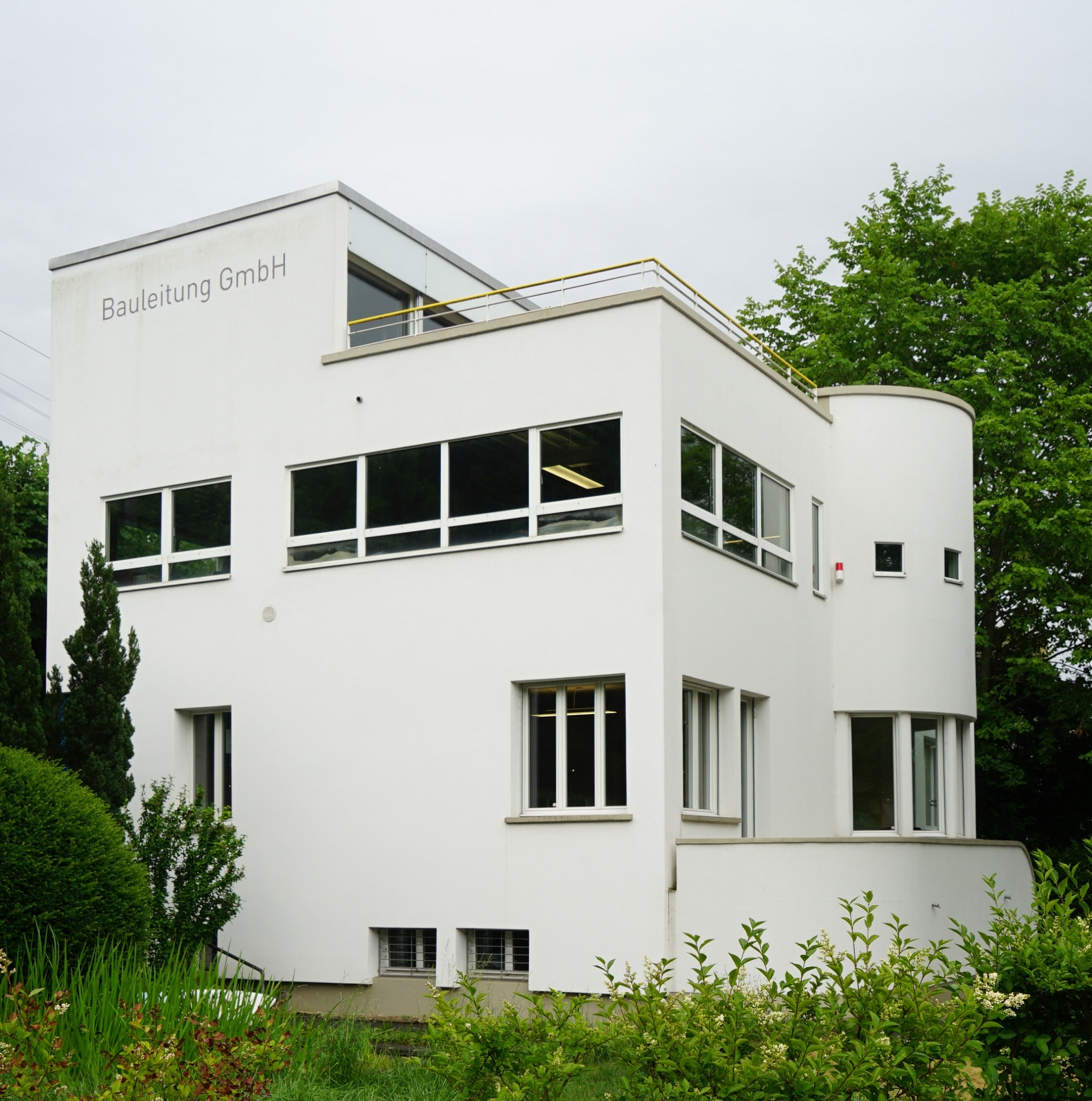
Ländtestrasse 1 (2022)

Die Wohnhäuser Ländtestrasse 1–13 sind ein einheitliches Ensemble des Neuen Bauens in Biel/Bienne im Kanton Bern in der Schweiz. Sie wurden 1930 und 1933 errichtet und 2003 unter Denkmalschutz gestellt.

## Lage
Die Bauwerke befindet sich im Quartier Neustadt Nord (Nouvelle ville nord) nördlich der Schüss. Sie sind Teil der «Baugruppe U» (Ländtestrasse). Die fünf Häuser liegen zwischen der Ländtestrasse und den Bahnanlagen, die von Nordwesten nach Südosten verlaufen. Vor dem Unteren Quai an der Schüss schliesst sich unter der Nummer «17» Unterstation des Elektrizitätswerks mit Wohnung, ein Reparaturturm und die Schalterhalle an. Diese 1953 erbauten Gebäude mit Satteldächern gelten als «gute Vertreter der Architektur der 1950er Jahre» sowie «eigenständige Ergänzung» der denkmalgeschützten Häuserzeile. Die seeseitige Fläche ist begrünt und im Süden mit dem Gymnasium Biel-Seeland bebaut.

## Geschichte
In den Jahren 1927 bis 1948 wurde das «Bahnhofquartier» nördlich des Bahnhofs geschlossen nach Bauvorschriften des Neuen Bauens errichtet. Es gilt mit einheitlich geplanten Strassenzügen in der Schweiz als «einzigartig». Für das Grundstück entlang der Ländtestrasse, die nach der Schiffländte benannt ist, setzte Otto Schaub, Stadtbaumeister 1925–1947 Sonderbauvorschriften durch, die beispielsweise eine «Moderne Bauform» und Flachdächer verlangten. Die Hausnummer «13» war bis 1969 das Haus der Schaustellerin Marguerite Weidauer-Wallenda.
Die Gebäude Ländtestrasse 3–13 wurde 2003 rechtswirksam im Bauinventar des Kantons als «schützenswert» verzeichnet und mit Vertrag vom 22. Juli 2011 unter Schutz gestellt. Das Haus Nummer «1» wurde 2003 als «erhaltenswert» eingetragen und mit Vertrag vom 11. März 2015 unter Schutz gestellt. Kulturgüter-Objekte der «Kategorie C» wurden (Stand: Juli 2022) noch nicht veröffentlicht.

## Beschreibung

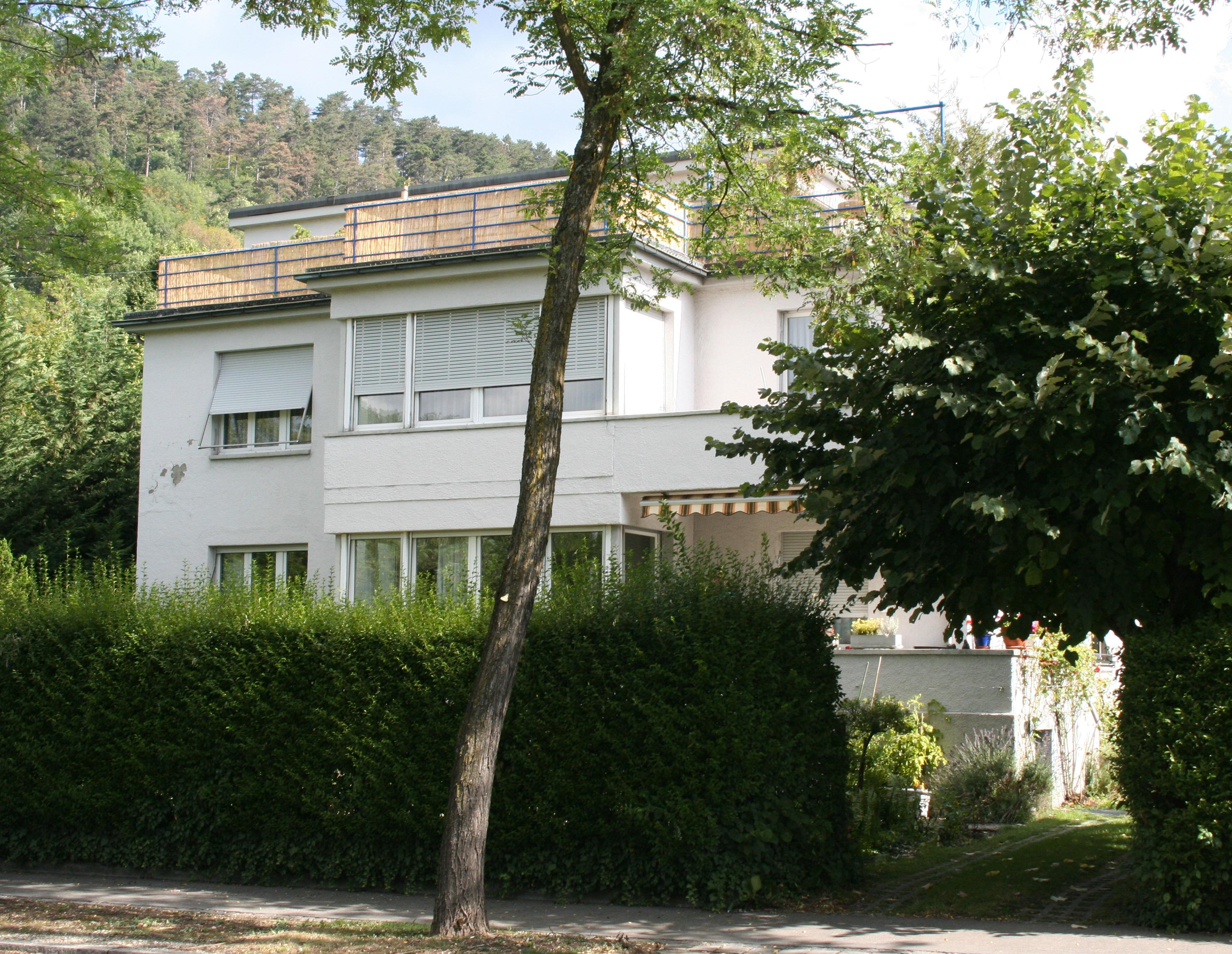
Ländtestrasse 3 (2006)

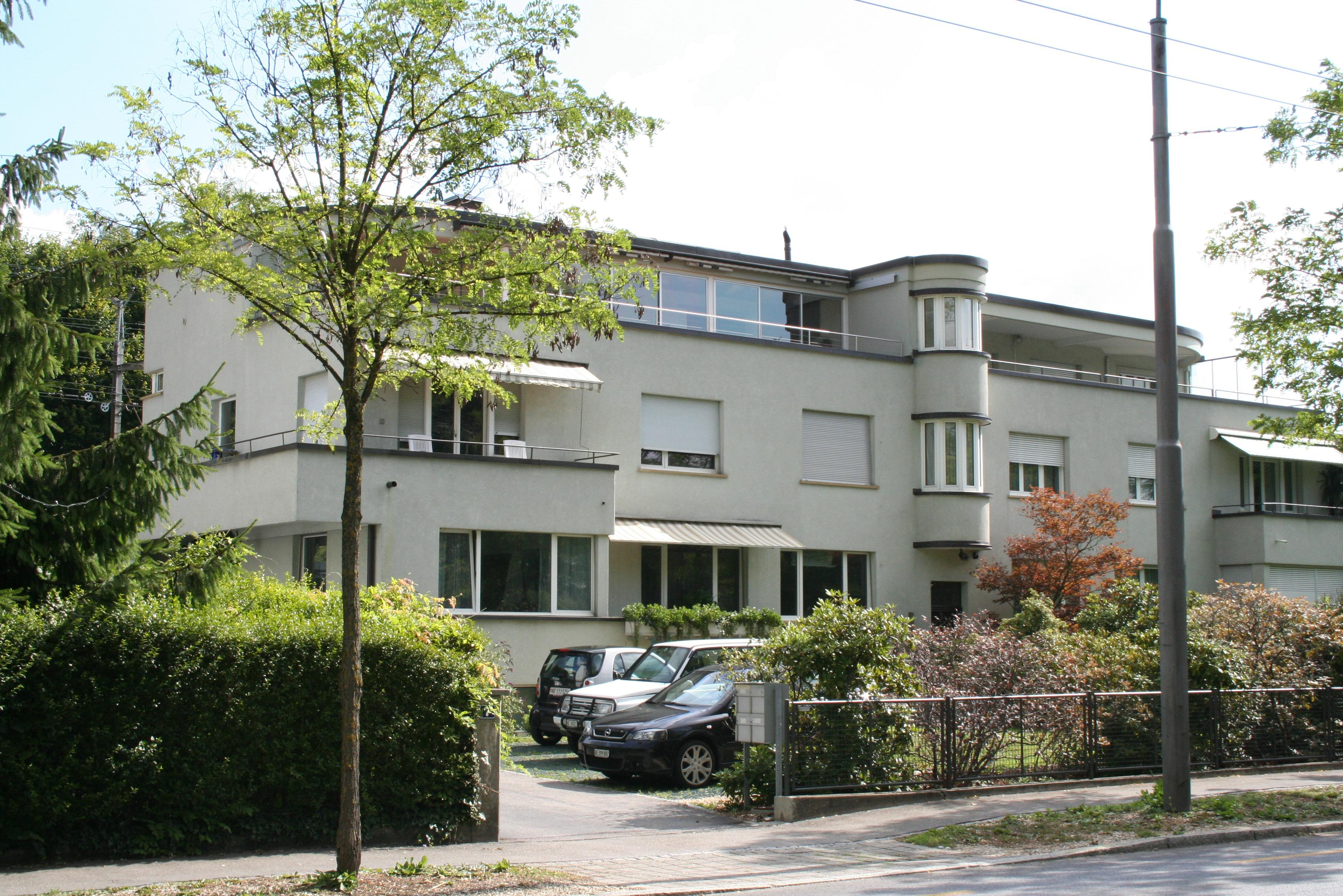
Ländtestrasse 7–11 (2006)

Besonders wichtige Bestandteile des Ensembles sind die Häuser 3, 5 und 7–11.
Ländtestrasse 1: Das ehemalige Einfamilienhaus ist heute Bürohaus. Otto Schaub, «treibende Kraft des Neuen Bauens in Biel», entwarf das Haus als Eigenheim und setzte die Sonderbauvorschriften «exemplarisch um». Der Kopfbau des Ensembles im Nordwesten war ursprünglich ein «gut proportioniertes», eingeschossiges Wohnhaus mit Flachdach und Attikageschoss. Es zeigt strassenseitig einen halbrunden Vorbau und die originale Terrasse. Im Jahr 1992 entwarf der Architekt Mollet eine Erweiterung mit Aufstockung und verschiedenen Terrassen 1992. Der Garten dient heute als Parkplatz.
Ländtestrasse 3: Das Zweifamilienhaus ist den Vorschriften entsprechend ein Flachdach mit Sonnenterrasse und Attikageschoss ausgeführt. Das Bauvolumen wird durch einen doppelgeschossigen Erker, Balkone und das Treppenhaus gegliedert. Der «gute Massivbau» der Moderne zeigt in der Gestaltung der Haustür und in den Rohrgeländern charakteristische Details der 1930er Jahre.
Ländtestrasse 5: Der Baukörper des Wohnhauses ist «straff komponiert». Es zeigt im Westen ein halbrundes Treppenhaus mit hohem, schmalen Fenster und im Osten eine runde Auskragung des Obergeschosses. Die über die Ecke gezogenen Fenster sind typisch für die Formensprache der 1930er Jahre. Das Gebäude ist «weitgehend original erhalten».
Ländtestrasse 7–11: Das «grosszügig angelegte» und «elegante» Mehrfamilienhaus hat ein Flachdach mit Sonnenterrasse und ein Attikageschoss. Der schmale Runderker prägt die Fassade. Veranden, Balkone und das Sonnendach gliedern das Volumen des Baukörpers. Eckige und gerundete Elemente erzeugen einen «spannungsvollen Wechsel».
Ländtestrasse 13: Das Einfamilienhaus hat einen «schlichten, symmetrisch konzipierter Baukörper» unter dem Flachdach. Das Haus wirkt «insgesamt konventioneller» als seine drei Jahre älteren Nachbarn.

## Belege
1. ↑  Jeweils ungerade Hausnummern von 1 bis 13.
2. ↑  Denkmalpflege des Kantons Bern: Biel/Bienne, Ländtestrasse 17. In: Bauinventar des Kantons Bern. Kanton Bern, abgerufen am 20. Januar 2024.
3. 1 2 3  Denkmalpflege des Kantons Bern: Biel/Bienne, Ländtestrasse 1. In: Bauinventar des Kantons Bern. Kanton Bern, abgerufen am 20. Januar 2024.
4. 1 2  Denkmalpflege des Kantons Bern: Biel/Bienne, Ländtestrasse 3. In: Bauinventar des Kantons Bern. Kanton Bern, abgerufen am 20. Januar 2024.
5. 1 2  Denkmalpflege des Kantons Bern: Biel/Bienne, Ländtestrasse 5. In: Bauinventar des Kantons Bern. Kanton Bern, abgerufen am 20. Januar 2024.
6. 1 2  Denkmalpflege des Kantons Bern: Biel/Bienne, Ländtestrasse 7. In: Bauinventar des Kantons Bern. Kanton Bern, abgerufen am 20. Januar 2024.
7. ↑  Denkmalpflege des Kantons Bern: Biel/Bienne, Ländtestrasse 9. In: Bauinventar des Kantons Bern. Kanton Bern, abgerufen am 20. Januar 2024.
8. ↑  Denkmalpflege des Kantons Bern: Biel/Bienne, Ländtestrasse 11. In: Bauinventar des Kantons Bern. Kanton Bern, abgerufen am 20. Januar 2024.
9. ↑  Denkmalpflege des Kantons Bern: Biel/Bienne, Ländtestrasse 13. In: Bauinventar des Kantons Bern. Kanton Bern, abgerufen am 20. Januar 2024.

Koordinaten: 47° 8′ 4,7″ N, 7° 14′ 5,8″ O; CH1903: 584548 / 220428